# Diocèse de Die
Le diocèse de Die (en latin : Dioecesis Diensis) est un ancien diocèse de l'Église catholique en France, situé dans l'actuel département de la Drôme, dont l'évêché se trouvait à Die.

## Histoire
Le 12 juillet 1911, l'évêque de Valence est autorisé à relever le titre d'évêque de Die ainsi que celui de Saint-Paul-Trois-Châteaux.

## Les évêques
- Liste des évêques de Valence, évêques de Saint-Paul-Trois-Châteaux, depuis 1911.

#### Ouvrages généraux
- LGE, tome XIV, p. 502
- Dictionnaire d'histoire et de géographie ecclésiastiques (DHGE), article « Die », pp. 431-432
- Annuaire historique pour l'année 1850 (année 1851), pp. 136-138 (présentation en ligne sur Gallica)
- Gallia Christiana — t.XVI, « Provinces de Vienne », Impr. valentinoise, 1865 (lire en ligne), p. 509-531, « Ecclesia Diensis »
- Louis de Mas Latrie, Trésor de chronologie, d'histoire et de géographie pour l'étude et l'emploi des documents du Moyen Âge, Paris, V. Palmé, 1889 (lire en ligne), p. 1417-1418
- Louis Duchesne, Fastes épiscopaux de l'ancienne Gaule. Provinces du Sud-Est (tome premier), vol. 3, Paris, Thorin et fils, 1894, 356 p. (lire en ligne), p. 227-229. .
- Louis Duchesne, Fastes épiscopaux de l'ancienne Gaule. Provinces du Sud-Est (tome premier), Paris, Albert Fontemoing. Anc. Thorin et fils, 1907, 2e éd. (lire en ligne).

#### Ouvrages spécialisés
- 064 Les comtés ecclésiastiques de Valence et de Die au milieu du XVe siècle, Valence, Barrière, coll. « Atlas des anciens diocèses de France », 1949
- Justin Brun-Durand, Barthélemy Hauréau, Notes pour l'histoire du diocèse de Die à propos du Gallia Christiana, Valence, Chenevier et Chavet, 1875, 91 p. (lire en ligne)
- Jules Chevalier, Essai historique sur l'église et la ville de Die. Tome Ier, Depuis les origines jusqu'en l'année 1276, t. 3, Montélimar, 1888, 500 p. (lire en ligne)
- Jules Chevalier, Essai historique sur l'église et la ville de Die. Tome second, Depuis l'année 1277 jusqu'en l'année 1508, t. 3, Valence, Impr. de J. Céas et fils, 1896, 616 p. (lire en ligne)
- Jules Chevalier, Essai historique sur l'église et la ville de Die. Tome troisième, depuis l'année 1509 jusqu'en l'année 1790, t. 3, Valence, Impr. de J. Céas et fils, 1909, 725 p. (lire en ligne)
- Paul Dudon, « Les Jésuites dans le Diois (1610-1763) », Revue d'histoire de l'Église de France, t. 66,‎ 1929, p. 5-30 (lire en ligne)
- Bruno Varennes, « Construire le territoire paroissial pour construire la frontière diocésaine : aux marges des diocèses de Grenoble et Die, XIe siècle-époque moderne », dans Historias de Frontera - Fronteras con Historias, CHAM, FCSH/NOVA-UAc, 2016 (ISBN 978-989-8492-47-0, lire en ligne), p. 57-87